# Porichthys bathoiketes
Porichthys bathoiketes är en fiskart som beskrevs av Gilbert, 1968. Porichthys bathoiketes ingår i släktet Porichthys och familjen paddfiskar. Inga underarter finns listade i Catalogue of Life.